# Transporte de Mónaco
El transporte de Mónaco se realiza usando ferrocarriles, carreteras, puertos, helipuertos y aeropuertos, estos últimos ubicados fuera del principado, puesto que carece de uno propio debido a las pequeñas dimensiones de su territorio.

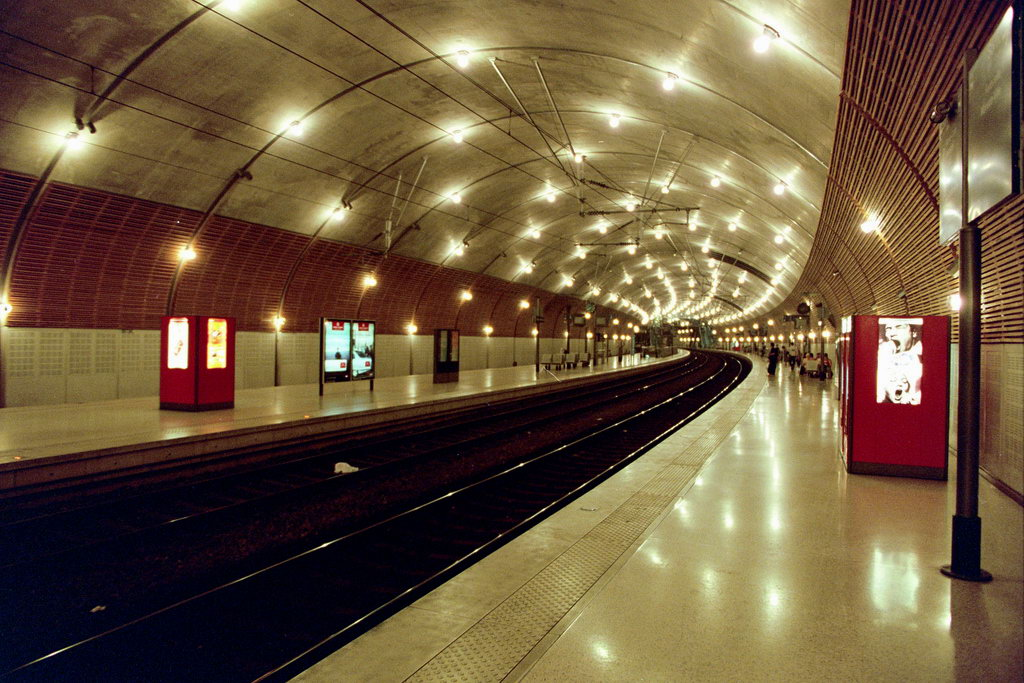
Estación de tren en Mónaco

## Ferrocarriles
Mónaco cuenta con 1,7 km de vías férreas, con servicios operados por la empresa francesa SNCF desde la estación de Mónaco-Monte Carlo. Utiliza el ancho de vía estándar, de 1435 mm.
El trazado ferroviario transita completamente bajo tierra en el territorio Monegasco, y es operado por la SNCF. Vincula a Marsella con Ventimiglia (Italia) pasando por el territorio del principado, y fue inaugurado en 1868. Dos estaciones de tren se utilizaban: Mónaco y Monte Carlo. Las vías férreas se transformaron en un tramo subterráneo en dos etapas. La primera, en 1964, con un túnel de 3500 metros (sobre todo ubicado en el territorio francés), siendo la estación de salida la de Monte-Carlo. La segunda fase, a partir de 1999, con la construcción de un túnel de 3 km vinculado con el primero, y permitió la creación de la nueva estación de tren subterránea de Mónaco-Monte Carlo. En ella se detienen tanto trenes internacionales (incluyendo el TGV francés) como trenes regionales (TER).

## Elevadores /rodantes
Hay siete elevadores inclinados (incluyendo elevadores y/o rodantes) que proporcionan el transporte público:
- entre la Place des Moulins y las playas;
- entre el Centro Hospitalario Princesa Grace y el Jardín Exótico;
- entre el puerto y la avenida de la Costa;
- entre la Plaza Ste Dévôte y el área de Monegeti;
- entre las Terrazas del Casino y el boulevard Luis II;
- entre la avenida des Citronniers y la avenida Grande Bretagne;
- entre la Autopista y el bulevar Larvotto.

## Autobuses
Hay cinco rutas de autobuses en Mónaco, todas operados por la empresa Cie des Autobus de Mónaco (CAM). Hay 143 paradas de autobús en el Principado. 
- Línea 1: Monaco-Ville , Monte Carlo, San Román y el retorno.
- Línea 2: Monaco-Ville, Monte Carlo, Jardín Exótico y el retorno.
- Línea 4: Estación de ferrocarril, Monte-Carlo, playas de Larvotto
- Línea 5: Estación de ferrocarril, Fontvieille , el Hospital y el retorno
- Línea 6: Playas deLarvotto, Fontvieille y el retorno.

Existe un servicio de ferry "Bateaubus", que opera entre ambos lados del puerto de Mónaco. El barco funciona con electricidad y opera bajo la tarifa de bus del sistema urbano.

## Transporte por carretera
- total:50 km
- pavimentadas: 50 km
- no pavimentadas: 50 km (1996 est.)

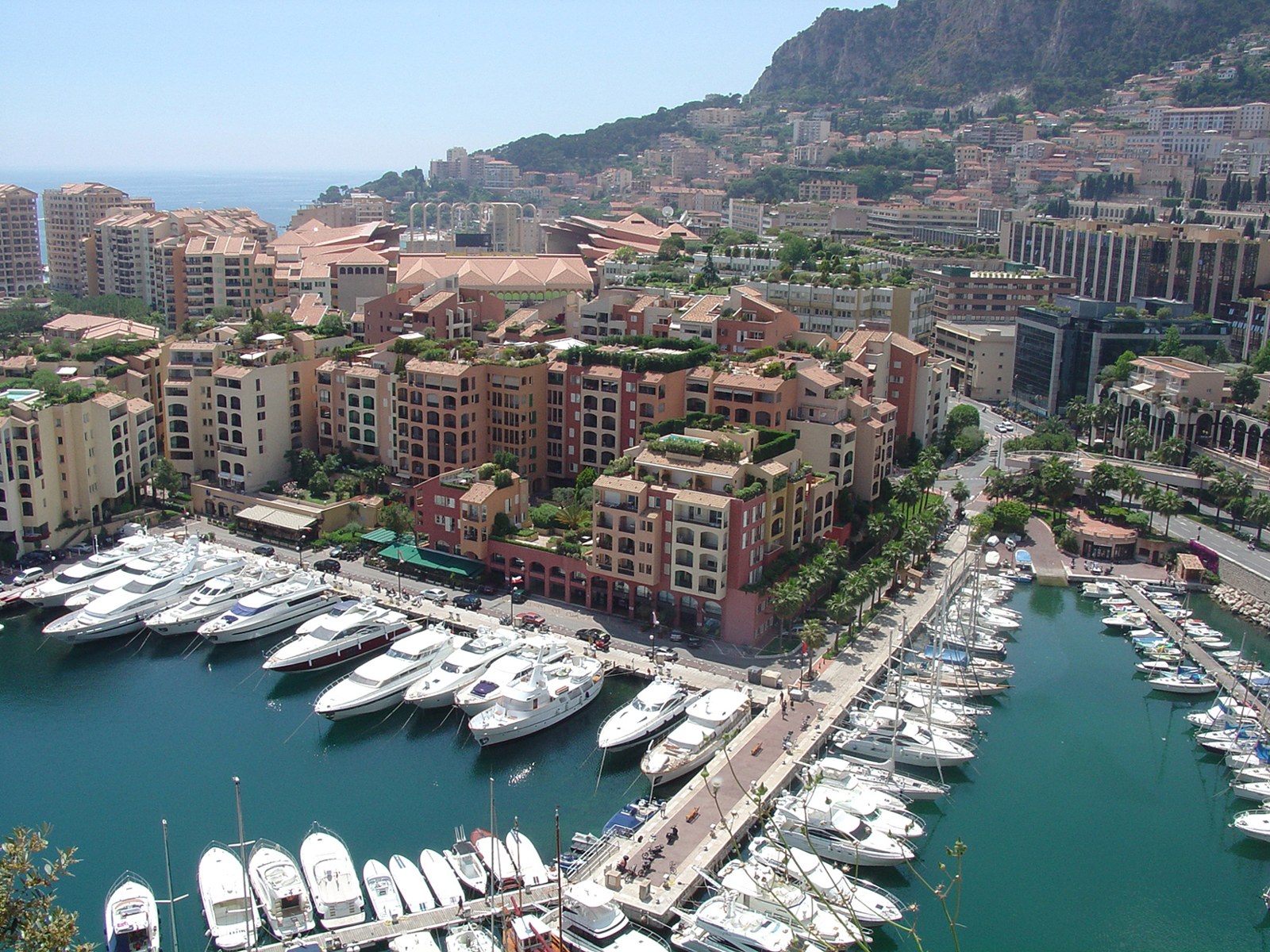
Puerto de Fontvieille construido en Tierras ganadas al mar.

## Transporte Marítimo
Mónaco tradicionalmente solo tuvo un puerto, pero gracias a las tierras ganadas al mar, se construyó un segundo.
- Puertos
  - 2 : Hercules (antiguo) y Fontvieille (nuevo)
  - Marina mercante: 0 (1999 est.)[cita requerida]

## Transporte aéreo

### Aeropuertos
No existen aeropuertos en el Principado de Mónaco.
El aeropuerto más cercano es el Costa Azul en Niza, en la vecina Francia. Algunas compañías aéreas operan hacia Mónaco a través del aeropuerto de Niza, apoyadas con un servicio de helicóptero. 
A partir de mayo de 2005, todos los servicios de helicópteros son proporcionados por la empresa James Drabble Aviation Services Committee. Esta situación provocó una gran controversia en el Consejo Nacional de Mónaco, ya que no había ningún precedente establecido hasta entonces.[cita requerida]

### Helipuertos

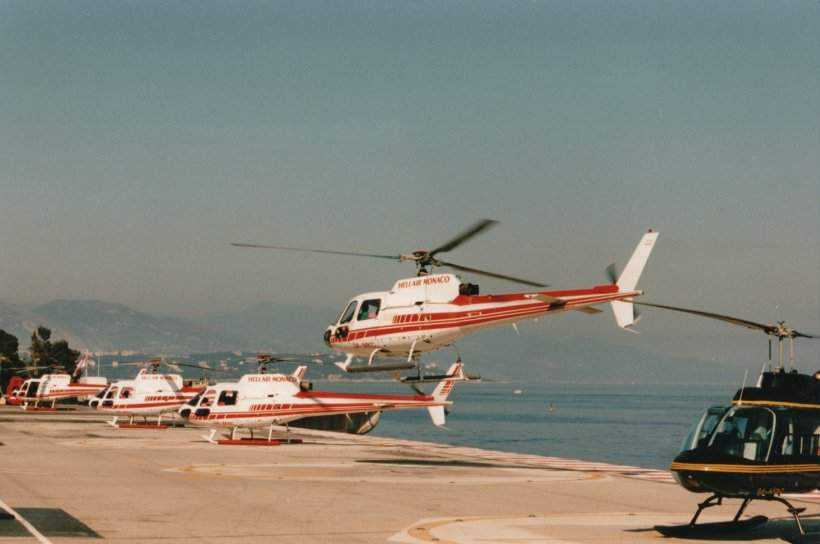
HeliPuerto de Fontvieille, Mónaco

Existe 1 servicio de conexión por helicóptero entre el aeropuerto internacional de Niza, Francia y Fontvieille, a través del Helipuerto de Mónaco. 